# NGC 2119
NGC 2119 est une vaste galaxie elliptique située dans la constellation d'Orion. NGC 2119 a été découverte par l'astronome français Édouard Stephan en 1880.

## Caractéristiques
Sa vitesse par rapport au fond diffus cosmologique est de 3 524 ± 15 km/s, ce qui correspond à une distance de Hubble de 52,0 ± 3,6 Mpc (∼170 millions d'al).
En raison d'une brillance de surface égale à 14,20 mag/am2, on peut qualifier NGC 2119 de galaxie à faible brillance de surface (LSB en anglais pour low surface brightness). Les galaxies LSB sont des galaxies diffuses (D) avec une brillance de surface inférieure de moins d'une magnitude à celle du ciel nocturne ambiant.